# Локалита Страдануова (Верона)
Локалита Страдануова је насеље у Италији у округу Верона, региону Венето.
Према процени из 2011. у насељу је живело 5 становника. Насеље се налази на надморској висини од 12 м.